# Иванов, Геннадий Кронидович
Геннадий Кронидович Иванов (31 мая 1936, Мариуполь, Сталинская область — 28 апреля 2014) — советский режиссёр кино и дубляжа, сценарист.

## Биография
Геннадий Иванов родился 31 мая 1936 года в Мариуполе.
В 1960 году окончил Ленинградский электротехнический институт, в 1969 году — режиссёрский факультет ВГИКа (мастерская В. Белокурова и Г. Чухрая).
До учёбы во ВГИКе работал инженером, затем на ленинградской студии «Телефильм» и киностудиях «Мосфильм», «Беларусьфильм», киностудии имени М. Горького.
Работал режиссёром дубляжа, снял два фильма из киносерии «Государственная граница».
Ушёл из жизни 28 апреля 2014 года.

## Фильмография

### Режиссёр
- 1969 — Экзамен на чин
- 1973 — Бесстрашный атаман
- 1974 — Сергеев ищет Сергеева
- 1978 — Пуск
- 1980 — Братья Рико
- 1981 — Было у отца три сына
- 1984 — Семь стихий
- 1986 — Постарайся остаться живым
- 1988 — Государственная граница. Солёный ветер
- 1988 — Государственная граница. На дальнем пограничье
- 1991 — Штемп

### Сценарист
- 1984 — Семь стихий
- 1991 — Штемп
- 1991 — Похороны на втором этаже

### Режиссёр дубляжа
- 1998 — Идеальное убийство / A Perfect Murder